# Степан Решетило
Степа́н Решети́ло (хресне ім'я Семе́н, псевдонім Василіянин Стефан; 26 січня 1889, Угнів — 26 грудня 1950, Досон, поблизу Піттсбурга) — церковний діяч, василіянин, талановитий проповідник і організатор масових народних місій на Закарпатті 1924–1928 роках, перший настоятель поверненого василіянського монастиря у Варшаві 1930–1931 роках, протоігумен василіянської Галицької провінції у 1931–1935 роках, секретар єпархії Діонісія Нарадія за державності Карпатської України 1938–1939 роках.

## Життєпис
Семен Решетило народився 26 січня 1889 року в м. Угнів у сім'ї Якова і його дружини Агафії (до шлюбу Камінська). Навчався в початковій школі в Угнові та Академічній гімназії у Львові. 13 травня 1905 року вступив до Василіянського Чину на новіціят у Крехівський монастир. На облечинах отримав чернече ім'я Степан. 26 грудня 1906 року в Крехові скалав перші монаші обіти і продовжив студії гуманістики (1906–1908) і риторики (1908–1909). Філософію вивчав у Лаврівському монастирі (1909–1911) і там 21 вересня 1910 року склав вічні обіти у Василіянському Чині. 1911–1912 навчальний рік для студентів гуманістики у Крехові викладав латинську мову. В 1912 році розпочав богословські студії в Кристинопільскому монастирі і 2 серпня 1914 року був висвячений на священника. 
Перший рік Першої світової війни перебув у Хорватії, куди переїхали близько тридцяти василіянських студентів і професорів. Студії богослов'я довершив у Лаврові (1915–1916). Невдовзі після студій отримав призначення на магістра новиків у Крехові. У травні 1919 року в числі 42-х василіян Крехівського і Жовківського монастирів на кілька місяців був запроторений поляками до концентраційного табору в Домб'є біля Кракова. Ігумен у Перемишлі (1920–1921) і Бучачі (1921–1924). З 1 січня до 1 вересня 1924 року відповідальний редактор часопису «Душпастырь» — офіційного друкованого органу Мукачівської та Пряшівської греко-католицьких єпархій. Місіонер на Закарпатті — в Мукачеві (1924–1926 і 1927–1928) та Ужгороді (1926—1927). У 1928–1930 роках був секретарем, прокуратором і архівістом Провінції Найсвятішого Спасителя отців василіян з осідком у монастирі святого Онуфрія у Львові. У 1930–1931 роках — ректор церкви Успіння Пресвятої Богородиці і настоятель відновленого монастиря отців василіян у Варшаві.
6 серпня 1931 року як провінційний вікарій став настоятелем василіянської провінції в Галичині, а наступного року 12 липня 1932 року архимандрит Діонисій Ткачук призначив о. Степана Решетила протоігуменом провінції. Зрікся з посади протоігумена 2 травня 1935 року. Якийсь час перебував у монастирях у Буковій і Дрогобичі, а в 1938 році виїхав на Закарпаття, де став секретарем владики Діонісія Няраді. На початку угорської окупації Закарпаття в березні 1939 року виїхав з владикою Няраді спочатку до Чехословаччини (Оломоуць), а потім до Німеччини — у 1944 році перебував у таборі переміщених осіб у Франкфурті на Майні, де організував греко-католицьку парохію. З 1946 року — в США. Деякий час працював у Чикаго і в монастирі в м. Досон.
Помер у Досоні 26 грудня 1950 року, похований на цвинтарі Святого Миколая у Чикаго.

## Публікації
- С.[тепан] Р.[ешетило]. О. Єронім Малицький, ЧСВВ // Записки ЧСВВ, Т. І, ч. 2-3. — Жовква 1925. — С. 298—301.
- Участь Карпаторуської Провінції Чина св. Василія Великого в місійнім русі на Підкарпатській Руси // Записки ЧСВВ, Т. І, ч. 2-3. — Жовква 1925. — С. 368—377.
- Василіянські монастирі на Підкарпатській Руси // Калєндар Місіонаря на 1926 рік. — Жовква 1925. — С. 119—125.
- Ст.[епан] Р.[ешетило]. Образ Пресв. Богородиці, дарований св. Отцем Пієм ХІ мукачівському монастиреві // Записки ЧСВВ, Т. ІІ, ч. 3-4. — Жовква 1927. — С. 411—416.
- Вас.[иліянин] Стеф.[ан]. «Слово про святу Христову Церкву» (Жовква 1933).
- Василіянин Стефан. «Розважання про Пресвяту Богородицю на місяць травень» (Жовква 1934) (перевид. Мондер «Вид-во оо. василіян», 1950; Львів «Місіонер», 2017).
- Василіянин Стефан. «Девятниця в честь святого священомученика Йосафата» (Жовква 1935).